# Helevorn
Helevorn (‘cristal negro’ en sindarin) es un lago ficticio descrito en el legendarium del escritor británico J. R. R. Tolkien, que aparecen en su novela El Silmarillion.

## Ubicación
Estaba ubicado en Thargelion justo al sur del Monte Rerir en el noreste de Beleriand y era el nacimiento del río Gelion. Su oscuridad se debía al estar sombreado por las montañas que lo rodeaban.

## Historia ficticia
Caranthir, el cuarto hijo de Fëanor, habitó en sus costas tras el Retorno de los Noldor.

...Por ese entonces la gente de Caranthir había penetrado profundamente hacia el este, 

más allá de las aguas superiores del Gelion en torno al Lago Helevorn bajo el Monte Rerir, 

 y hacia el sur...

Durande la Dagor Bragollach, sus aguas fueron contaminadas por Orcos,
obligando a Caranthir a huir. 

...Y los Orcos tomaron la fortaleza de las laderas occidentales del Monte Rerir y devastaron 

toda Thargelion, la tierra de Caranthir, y contaminaron el Lago Helevorn.